# Paraglypturus calderus
Paraglypturus calderus is een tienpotigensoort uit de familie van de Callianassidae. De wetenschappelijke naam van de soort is voor het eerst geldig gepubliceerd in 1995 door Türkay & Sakai.